# Ständiger Rat (Polen-Litauen)

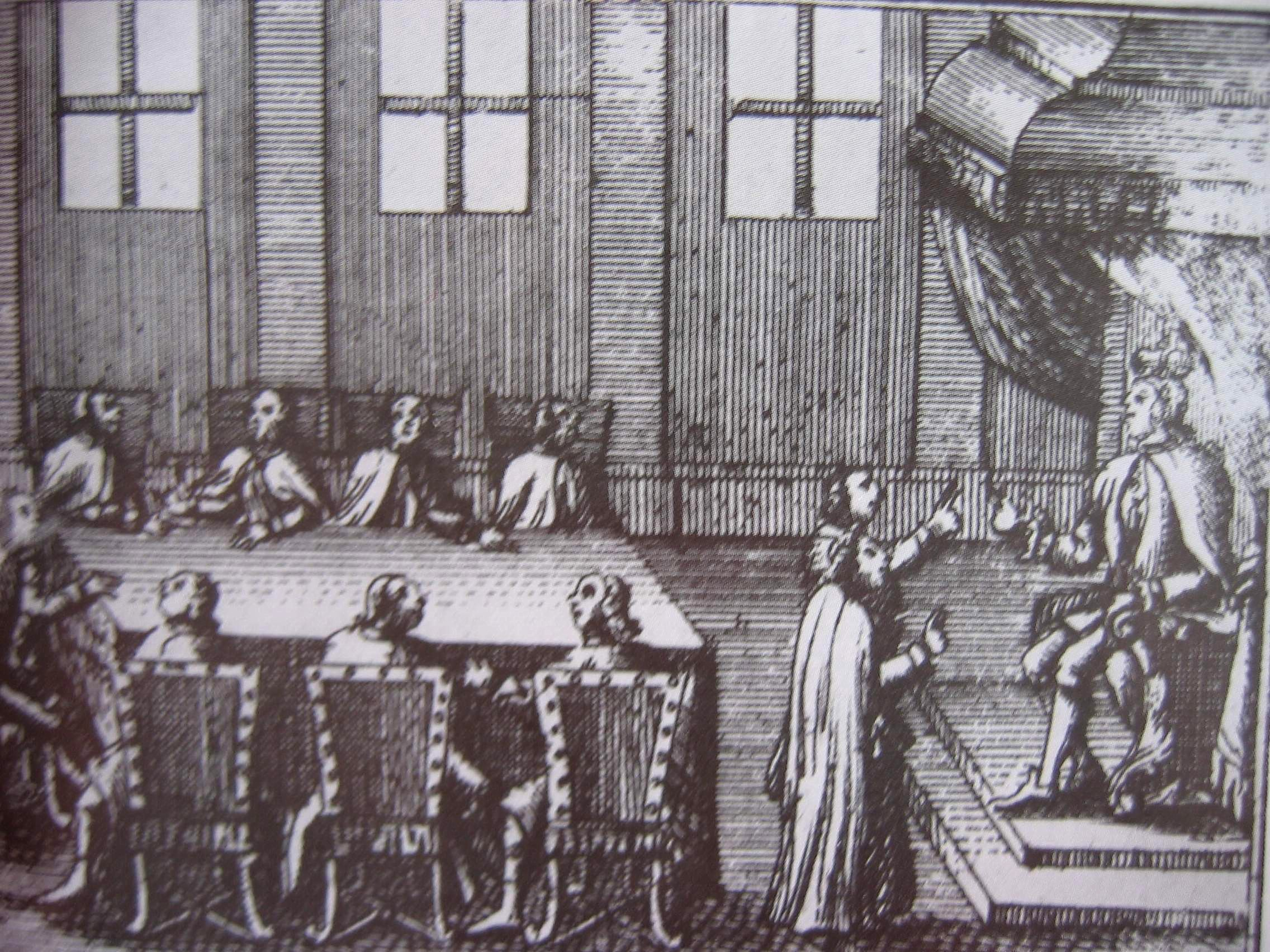
Ständiger Rat

Der Ständige Rat (poln. Rada Nieustająca) war die höchste administrative Autorität in Polen-Litauen von 1775 bis 1789 und die erste moderne Regierungsform Europas. Von den Polen wurde er auch als Zdrada Nieustająca („Ständiger Verrat“) bezeichnet.

## Geschichte
Der Ständige Rat wurde auf Veranlassung von Katharina II. von Russland gegründet, womit ihr Einfluss auf Polen sichergestellt wurde. Im Gegensatz zum Sejm konnte kein Veto eingelegt oder dieser aufgelöst werden. Außerdem war er viel weniger anfällig für den Einfluss des niedrigen polnischen Adels. Letztendlich glaubten sowohl Katharina als auch ihr Botschafter in Polen, Otto Magnus von Stackelberg, dass der Rat von anti-royalen Magnaten dominiert und dass damit dem Wunsch nach Reformen seitens der Polen ein Ende gesetzt werde.
Der Rat bestand aus dem König Stanislaus II. August Poniatowski, der den Rat leitete und zwei Stimmen hatte, 18 Mitgliedern des Senats und 18 Mitgliedern des Sejm. Die Sitzungen wurden vom Marschall Roman Ignacy Potocki überwacht. In Wirklichkeit wurde das gesamte Personal des Ständigen Rates in Übereinstimmung mit dem russischen Botschafter Otto Magnus von Stackelberg als Vertreter der Kaiserin Katharina der Großen, der Beschützerin der polnisch-litauischen Commonwealth seit 1768, ausgewählt. Bald nach seiner Gründung wurde der Rat ein Instrument der russischen Aufsicht über Polen. Vier bis acht Räte kamen in Departments genannten Ausschüsse zusammen:
- Ausländische Interessen (diplomatische Beziehungen, geleitet vom König)
- Militär (Polnische Kronarmee und Litauische Armee, geleitet vom Großhetman)
- Polizei oder Gute Ordnung (Königliche Städte, Krankenhäuser, gleitet vom Marschall der Krone)
- Finanzen (überwacht den Ausschuss für die Einnahmen der Krone und den Ausschuss für die Einnahmen Litauens, geleitet vom Schatzmeister)
- Justiz (geleitet vom Kanzler)

Obwohl der Rat, vor allem durch die sogenannte Patriotische Partei und die als Familie bezeichnete Partei, stark kritisiert wurde, gelang es ihm, eine Phase des wirtschaftlichen Wohlstands in Polen zu initiieren und die Macht des Monarchen in Polen deutlich zu stärken.
Er wurde im Jahre 1789 durch den Vierjährigen Sejm abgelöst, um kurz danach im Jahre 1793 durch den letzten polnischen Sejm von Grodno wieder eingeführt zu werden. Dort wurde auch die zweite Teilung Polens ratifiziert, und dieses Mal wurde er direkt von dem russischen Botschafter geleitet. Die Mehrheit seiner Mitglieder wurde von der russischen Botschaft in Warschau bestochen.

## Bekannte Mitglieder
- König Stanisław August Poniatowski
- Marschall Roman Ignacy Potocki
- Stanisław Małachowski
- Tomasz Adam Ostrowski
- Ludwik Szymon Gutakowski
- Stanisław Poniatowski (Verwandter des Königs)
- Józef Ankwicz
- Michał Jerzy Poniatowski (Primas von Polen)